# Klas Åhlund
Klas Frans Åhlund (11 de abril de 1972) é um compositor, produtor musical e guitarrista sueco. Ele é o membro fundador da banda de rock sueca Teddybears. Como compositor e produtor, trabalhou com artistas como Robyn, Sugababes, Jordin Sparks, Teddybears, Eagle-Eye Cherry, Kesha, Kylie Minogue, Bo Kaspers Orkester, Britney Spears, Melody Club, Katy Perry, Madonna e Ghost.
Ele é irmão do músico Joakim Åhlund, que é membro da banda sueca de rock alternativo Caesars. Åhlund foi casado com a cantora sueca Paola Bruna.

## Discografia
| Ano  | Artista                                                                  | Álbum                                 | Música                                           | Crédito                    |
| ---- | ------------------------------------------------------------------------ | ------------------------------------- | ------------------------------------------------ | -------------------------- |
| 1998 | Eagle-Eye Cherry                                                         | Desireless                            | "Indecision"                                     | Co-compositor, produtor    |
| 2000 | Eagle-Eye Cherry                                                         | Living in the Present Future          | "Been Here Once Before"                          | Co-compositor, produtor    |
| 2000 | Thomas Rusiak                                                            | Magic Villa                           | "Hiphopper" (featuring Teddybears STHLM)         | Co-compositor              |
| 2003 | Eagle-Eye Cherry                                                         | Sub Rosa                              | "Skull Tattoo"                                   | Co-compositor, produtor    |
| 2005 | Robyn                                                                    | Robyn                                 | "Be Mine!"                                       | Co-compositor, produtor    |
| 2005 | Robyn                                                                    | Robyn                                 | "Bum Like You"                                   | Co-compositor, produtor    |
| 2005 | Robyn                                                                    | Robyn                                 | "Cobrastyle"                                     | Co-compositor              |
| 2005 | Robyn                                                                    | Robyn                                 | "Crash and Burn Girl"                            | Co-compositor, produtor    |
| 2005 | Robyn                                                                    | Robyn                                 | "Curriculum Vitae"                               | Co-compositor, produtor    |
| 2005 | Robyn                                                                    | Robyn                                 | "Eclipse"                                        | Compositor, produtor       |
| 2005 | Robyn                                                                    | Robyn                                 | "Handle Me"                                      | Compositor, produtor       |
| 2005 | Robyn                                                                    | Robyn                                 | "Konichiwa Bitches"                              | Co-compositor, produtor    |
| 2005 | Robyn                                                                    | Robyn                                 | "Robotboy"                                       | Co-compositor, produtor    |
| 2006 | Blog 27                                                                  | LOL                                   | "Hey Boy (Get Your Ass Up)"                      | Co-compositor              |
| 2006 | Bo Kaspers Orkester                                                      | Hund                                  | "I samma bil"                                    | Produtor                   |
| 2006 | Linda Sundblad                                                           | Oh My God!                            | "Lose You"                                       | Co-compositor              |
| 2006 | Melody Club                                                              | Scream                                | "Feed on Me"                                     | Co-compositor, produtor    |
| 2006 | Melody Club                                                              | Scream                                | "Fever Fever"                                    | Co-compositor, produtor    |
| 2006 | Melody Club                                                              | Scream                                | "Last Girl on My Mind"                           | Co-compositor, produtor    |
| 2006 | Melody Club                                                              | Scream                                | "Scream"                                         | Produtor                   |
| 2007 | Britney Spears                                                           | Blackout                              | "Piece of Me"                                    | Co-compositor              |
| 2007 | Kylie Minogue                                                            | X                                     | "Speakerphone"                                   | Co-compositor              |
| 2008 | Sugababes                                                                | Catfights and Spotlights              | "Beware"                                         | Co-compositor, produtor    |
| 2008 | Sugababes                                                                | Catfights and Spotlights              | "Can We Call a Truce"                            | Co-compositor, produtor    |
| 2008 | Sugababes                                                                | Catfights and Spotlights              | "Every Heart Broken"                             | Compositor, produtor       |
| 2008 | Sugababes                                                                | Catfights and Spotlights              | "Side Chick"                                     | Co-compositor, produtor    |
| 2008 | Sugababes                                                                | Catfights and Spotlights              | "Unbreakable Heart"                              | Co-compositor, produtor    |
| 2008 | Sugababes                                                                | Catfights and Spotlights              | "You on a Good Day"                              | Co-compositor, produtor    |
| 2008 | Jordin Sparks                                                            | Jordin Sparks                         | "See My Side"                                    | Co-compositor, co-produtor |
| 2008 | Jordin Sparks                                                            | Jordin Sparks                         | "Shy Boy"                                        | Co-compositor              |
| 2009 | Vanessa Hudgens                                                          | Identified                            | "Set It Off"                                     | Co-compositor              |
| 2010 | Robyn                                                                    | Body Talk Pt. 1                       | "Cry When You Get Older"                         | Co-compositor, produtor    |
| 2010 | Robyn                                                                    | Body Talk Pt. 1                       | "Dancehall Queen"                                | Compositor, co-produtor    |
| 2010 | Robyn                                                                    | Body Talk Pt. 1                       | "Don't Fucking Tell Me What to Do"               | Co-compositor, produtor    |
| 2010 | Robyn                                                                    | Body Talk Pt. 1                       | "Fembot"                                         | Co-compositor, produtor    |
| 2010 | Robyn                                                                    | Body Talk Pt. 1                       | "Hang with Me" (Acoustic)                        | Compositor, produtor       |
| 2010 | Robyn                                                                    | Body Talk Pt. 1                       | "Jag vet en dejlig Rosa"                         | Produtor                   |
| 2010 | Robyn                                                                    | Body Talk Pt. 2                       | "Criminal Intent"                                | Co-compositor, co-produtor |
| 2010 | Robyn                                                                    | Body Talk Pt. 2                       | "Hang with Me"                                   | Compositor, produtor       |
| 2010 | Robyn                                                                    | Body Talk Pt. 2                       | "In My Eyes"                                     | Co-compositor              |
| 2010 | Robyn                                                                    | Body Talk Pt. 2                       | "Include Me Out"                                 | Co-compositor, produtor    |
| 2010 | Robyn                                                                    | Body Talk Pt. 2                       | "Indestructible" (Acoustic)                      | Co-compositor, produtor    |
| 2010 | Robyn                                                                    | Body Talk Pt. 2                       | "Love Kills"                                     | Co-compositor, co-produtor |
| 2010 | Robyn                                                                    | Body Talk Pt. 2                       | "U Should Know Better"                           | Co-compositor, co-produtor |
| 2010 | Robyn                                                                    | Body Talk Pt. 2                       | "We Dance to the Beat"                           | Co-compositor, produtor    |
| 2010 | I Blame Coco                                                             | The Constant                          | "Caesar"                                         | Co-compositor, produtor    |
| 2010 | I Blame Coco                                                             | The Constant                          | "It's About to Get Worse"                        | Co-compositor, produtor    |
| 2010 | I Blame Coco                                                             | The Constant                          | "Please Rewind"                                  | Co-compositor, produtor    |
| 2010 | I Blame Coco                                                             | The Constant                          | "Self Machine"                                   | Co-compositor, produtor    |
| 2010 | Kesha                                                                    | Cannibal                              | "Blow"                                           | Co-compositor              |
| 2010 | Kesha                                                                    | Cannibal                              | "Sleazy"                                         | Co-compositor              |
| 2010 | Robyn                                                                    | Body Talk                             | "Call Your Girlfriend"                           | Co-compositor, produtor    |
| 2010 | Robyn                                                                    | Body Talk                             | "Get Myself Together"                            | Co-compositor, produtor    |
| 2010 | Robyn                                                                    | Body Talk                             | "Indestructible"                                 | Co-compositor, produtor    |
| 2010 | Robyn                                                                    | Body Talk                             | "Stars 4-ever"                                   | Co-compositor, co-produtor |
| 2010 | Robyn                                                                    | Body Talk                             | "Time Machine"                                   | Co-compositor              |
| 2011 | Swedish House Mafia                                                      | Until Now                             | "Antidote" (Swedish House Mafia vs. Knife Party) | Co-compositor              |
| 2011 | Taio Cruz                                                                | TY.O                                  | "Shotcaller"                                     | Co-compositor, co-produtor |
| 2012 | Madonna                                                                  | MDNA                                  | "Some Girls"                                     | Co-compositor, co-produtor |
| 2012 | Kesha                                                                    | Warrior                               | "Thinking of You"                                | Co-compositor, co-produtor |
| 2012 | Mika                                                                     | The Origin of Love                    | "Overrated"                                      | Co-produtor                |
| 2012 | Mika                                                                     | The Origin of Love                    | "Emily"                                          | Co-produtor                |
| 2012 | Mika                                                                     | The Origin of Love                    | "Elle me dit"                                    | Co-produtor                |
| 2012 | Usher                                                                    | Looking 4 Myself                      | "Numb"                                           | Co-compositor, co-produtor |
| 2012 | Usher                                                                    | Looking 4 Myself                      | "Euphoria"                                       | Co-compositor              |
| 2012 | Taio Cruz                                                                | TY.O                                  | "Fast Car"                                       | Co-compositor, co-produtor |
| 2013 | Katy Perry                                                               | PRISM                                 | "Walking On Air"                                 | Co-produtor, co-compositor |
| 2013 | Katy Perry                                                               | PRISM                                 | "This Is How We Do"                              | Co-produtor, co-compositor |
| 2014 | Mika                                                                     | Single avulso                         | "Boum Boum Boum"                                 | Co-produtor                |
| 2014 | Tove Lo                                                                  | Queen of the Clouds                   | "Timebomb"                                       | Co-produtor                |
| 2014 | Alesso                                                                   | Forever                               | "Tear the Roof Up"                               | Co-compositor              |
| 2015 | Axwell Λ Ingrosso                                                        | More Than You Know                    | "Can't Hold Us Down"                             | Co-compositor              |
| 2015 | Ghost                                                                    | Meliora                               | Todas as músicas                                 | Produtor                   |
| 2015 | Ellie Goulding                                                           | Delirium                              | "Devotion"                                       | Co-compositor              |
| 2017 | Charli XCX                                                               | Number 1 Angel                        | "Roll With Me"                                   | Co-compositor              |
| 2017 | Paloma Faith                                                             | The Architect                         | "Still Around"                                   | Produtor adicional         |
| 2017 | Paloma Faith                                                             | The Architect                         | "Love Me as I Am"                                | Co-compositor, produtor    |
| 2018 | Robyn                                                                    | Honey                                 | "Missing U"                                      | Co-compositor, produtor    |
| 2018 | Robyn                                                                    | Honey                                 | "Honey"                                          | Co-compositor, produtor    |
| 2018 | Robyn                                                                    | Honey                                 | "Because It's in the Music"                      | Co-compositor, produtor    |
| 2018 | Robyn                                                                    | Honey                                 | "Between the Lines"                              | Co-compositor, produtor    |
| 2018 | Robyn                                                                    | Honey                                 | "Beach2k20"                                      | Co-compositor              |
| 2018 | Klas Åhlund, Love Antell, Madi Banja, Fiona FitzPatrick & Rebecca Scheja | Single avulso                         | "Laget som tillhör dej och mej"                  | Co-compositor, produtor    |
| 2019 | Teddybears, Rigo & Rakel                                                 | Single avulso                         | "Young, Handsome & Fast"                         | Co-compositor              |
| 2020 | Josef Salvat                                                             | modern anxiety                        | "no vacancies"                                   | Co-compositor, produtor    |
| 2020 | myie                                                                     | Beartown (Official Series Soundtrack) | "Painted Lady"                                   | Co-compositor              |
| 2021 | Liberty and Justice                                                      | Pressure                              | "Hang with Me"                                   | Co-compositor              |
| 2022 | Ghost                                                                    | Impera                                | Todas as músicas                                 | Produtor                   |